# Let You Go
Let You Go – singel belgijskiej piosenkarki Olivii (jeszcze pod pseudonimem OT) oraz didżeja Bvd Kult wydany 6 kwietnia 2018 roku poprzez Tipsy Records, Fruitylabel i Epic Oslo (dywizję Sony Music Norway).

## Autorstwo i historia wydania
Singel został wydany 6 kwietnia 2018 roku. Do utworu powstała również wersja akustyczna.

## Odbiór komercyjny
Singel stał się przebojem na terenie Belgii. Dostał się on na 45. pozycję listy Ultratop 50 Singles we Flandrii. Znalazł się również na streamingowej belgijskiej listy Spotify: zdobył tam 117. miejsce w tygodniowym notowaniu oraz 88. w dziennym.

## Listy utworów
| Digital download / media strumieniowe | Digital download / media strumieniowe | Digital download / media strumieniowe |
| Nr                                    | Tytuł utworu                          | Długość                               |
| ------------------------------------- | ------------------------------------- | ------------------------------------- |
| 1.                                    | „Let You Go”                          | 3:00                                  |

| Digital download / media strumieniowe – wersja akustyczna | Digital download / media strumieniowe – wersja akustyczna | Digital download / media strumieniowe – wersja akustyczna |
| Nr                                                        | Tytuł utworu                                              | Długość                                                   |
| --------------------------------------------------------- | --------------------------------------------------------- | --------------------------------------------------------- |
| 1.                                                        | „Let You Go” (wersja akustyczna)                          | 3:14                                                      |

## Twórcy
- Olivia Trappeniers – autorka tekstów, kompozytorka, wokalistka
- Sam Butler – producent, kompozytor
- Hans Francken – producent
- Nikodem Milewski(inne języki) – miksowanie, mastering[5]

## Teledysk
Do utworu powstał teledysk opublikowany 3 dni po premierze singla, 9 kwietnia 2018 roku. Do lipca 2021 roku został wyświetlony ponad 250 tysięcy razy.

## Notowania

### Tygodniowe
| Terytorium | Notowanie                      | Pozycja | Źr.   |
| ---------- | ------------------------------ | ------- | ----- |
| Belgia     | Ultratop 50 Singles (Flandria) | 45      | [ 3 ] |

## Historia wydania
| Obszar     | Data            | Format                      | Wersja            | Wytwórnia                                                 | Źr.   |
| ---------- | --------------- | --------------------------- | ----------------- | --------------------------------------------------------- | ----- |
| Cały świat | 29 czerwca 2018 | digital download, streaming | wersja akustyczna | Tipsy Records, Fruitylabel, Epic Oslo (Sony Music Norway) | [ 2 ] |
| Cały świat | 6 kwietnia 2018 | digital download, streaming | oryginał          | Tipsy Records, Fruitylabel, Epic Oslo (Sony Music Norway) | [ 1 ] |